# 浜田が豪華ゲストと専門店で新春爆買いツアー!
『浜田が豪華ゲストと専門店で新春爆買いツアー!』（はまだがごうかゲストとせんもんてんでしんしゅんばくがいツアー）は、読売テレビ制作・日本テレビ系列で2021年から毎年1月2日に放送されていた特別番組。MCは浜田雅功（ダウンタウン）と丸山隆平（関ジャニ∞）。
2020年までは、同じく浜田と丸山がMCの前身番組『ふり返れば同級生がいる!』が放送されていた。

## 概要
本番組は、MCの浜田雅功と丸山隆平がゲストと共に専門店を訪れ、欲しいものを“爆買い”するロケ番組。
第1回の放送では、「購入した商品の代金が、ゲストの自腹になるか番組側が負担するのかをクジやガラポン等で決定する」と言う方式を取っていたが、第2回の放送では、「ガラポンで当たりが出れば希望商品を獲得となり、はずれが出ればモノマネを披露する」と言う方式へと変更された。
2021年1月2日（土曜日）16:00 - 17:55（JST）に『浜田が豪華ゲストと専門店で新春爆買いツアー! 運が悪けりゃ自腹だSP』として、第1回が放送された。
2022年1月2日（日曜日）16:05 - 18:00（JST）に『浜田が豪華ゲストと専門店で新春爆買いツアー!2022』として、第2回が放送された。
2020年までは、MCが浜田と丸山で、制作局や日程・時間が全て本番組と同じの実質的な前身番組である『ふり返れば同級生がいる!』が放送されており、同番組と番組内容は異なるが、同枠で本番組も引き続き放送されていた。
前身番組『ふり返れば同級生がいる!』から本番組の第1回までは放送時間が「16:00 - 17:55」だったが、第2回より「16:05 - 18:00」へと変更された。

## 出演者
- 浜田雅功（ダウンタウン） - MC
- 丸山隆平（関ジャニ∞） - MC

## 放送リスト
| 回 | 放送日       | ゲスト                                     | 訪問店                                      | 備考 |
| -- | ------------ | ------------------------------------------ | ------------------------------------------- | ---- |
| 1  | 2021年1月2日 | 市川猿之助                                 | 電動アシスト自転車店 仏像フィギュア店       |      |
| 1  | 2021年1月2日 | GACKT                                      | ステッキ専門店 鮮魚店 駄菓子問屋            |      |
| 1  | 2021年1月2日 | 黒木瞳                                     | エアガンショップ アンティークドールショップ |      |
| 1  | 2021年1月2日 | 乃木坂46（秋元真夏、与田祐希、久保史緒里） | 鳩時計専門店 家電量販店                     |      |
| 2  | 2022年1月2日 | 中村獅童                                   | スニーカーショップ キャンプ用品店           |      |
| 2  | 2022年1月2日 | 檀れい                                     | 輸入ブランド食器専門店 高級時計専門店       |      |
| 2  | 2022年1月2日 | 村上信五（関ジャニ∞）                      | 家電量販店                                  |      |
| 2  | 2022年1月2日 | 新庄剛志                                   | フィットネスグッズ専門店 ゴルフ用品専門店   |      |

## スタッフ
- 演出：町田美穂（b-DASH）
- ディレクター：山本紗智子（Beeam Entertainment）、檜垣和孝、野上貢、大平唯加（b-DASH）、宮原和音（b-DASH）
- 構成：一文無隼人、藤本昌平、勝木友香
- CAM：永澤剛
- 音声：佐々木瑠美
- 編集：野元英司
- MA：伊藤慎吾
- 音効：磯川浩己
- メイク：office MAKISE（浜田雅功担当）
- スタイリスト：利光英治郎（浜田雅功担当）
- タイトル：森三平
- デジタイズ：東京オフラインセンター
- スタッフ協力：ビーダッシュ／スウィッシュ・ジャパン、フジアール、ザ・チューブ、ytv Nextry、ビーオネスト
- 衣装協力：FOREVER MARK、VILLAGE、TONAL
- 写真提供：PIXTA
- 撮影協力：日比谷国際ビル、台東区フィルム・コミッション
- 宣伝：斉藤渉（読売テレビ）
- キャスティング：田村力（BE-HONEST）
- 制作デスク：宮代さつき（読売テレビ）、森本美咲（b-DASH）
- 制作スタッフ：山田彩矢、山田佳樹、松岡基、濱崎誠也、有馬千夏、田中俊大、前田明日華、大場貴幸、林田瑛里加
- アシスタントプロデューサー：高橋寿菜（b-DASH）、南麻結（b-DASH）
- 制作協力：吉本興業／ジャニーズ事務所（※表記無し）
- プロデューサー：香西大輝（吉本興業）、林敏博（b-DASH）、永田浩子（b-DASH）
- チーフプロデューサー：西川義嗣（読売テレビ）
- 制作著作：読売テレビ

### 過去のスタッフ
第1回（2021年1月2日放送分）
- プロデューサー：西垣信二（吉本興業）
- チーフプロデューサー：勝田恒次（読売テレビ）